# U-20-Fußball-Südamerikameisterschaft 2007
Die XXIII. U-20-Fußball-Südamerikameisterschaft 2007 fand vom 7. Januar 2007 bis zum 28. Januar 2007 in Paraguay statt.
Gespielt wurde in zwei Gruppen und einer anschließend ebenfalls im Gruppenmodus ausgetragenen Finalphase. Ausgetragen wurden die Begegnungen zur Ermittlung des Turniersiegers in der Vorrunde in den Städten Ciudad del Este im Estadio Antonio Oddone Sarubbi und Pedro Juan Caballero im Estadio Río Parapití. In der Finalrunde dienten das Estadio Defensores del Chaco in Asunción und das Estadio Feliciano Cáceres in Luque als Spielstätten. Es nahmen am Turnier die Nationalmannschaften Argentiniens, Boliviens, Brasiliens, Chiles, Kolumbiens, Ecuadors, Paraguays, Perus, Uruguays und Venezuelas teil.  Aus der Veranstaltung ging Brasilien als Sieger hervor. Die Plätze zwei bis vier belegten die Nationalteams aus Argentinien, Uruguay und Chile.